# Convocazioni al Montreux Volley Masters 2007
Elenco delle giocatrici convocate per il Montreux Volley Masters 2007.

## Cina
| N° | Nome          | Ruolo | Data di nascita   | Squadra  |
| -- | ------------- | ----- | ----------------- | -------- |
| -  | Chen Zhonghe  | All   | -                 | -        |
| 2  | Han Xu        | P     | 28 ottobre 1987   | Beijing  |
| 3  | Yang Hao      | S     | 21 marzo 1980     | Liaoning |
| 4  | Liu Yanan     | C     | 29 settembre 1980 | Liaoning |
| 5  | Wei Qiuyue    | P     | 26 settembre 1988 | Tianjin  |
| 6  | Xu Yunli      | C     | 2 agosto 1987     | Fujian   |
| 7  | Zhou Suhong   | O     | 23 aprile 1979    | Zhejiang |
| 8  | Xue Ming      | C     | 23 febbraio 1987  | Beijing  |
| 9  | Zhang Yuehong | S     | 9 novembre 1975   | Liaoning |
| 10 | Sun Xiaoqing  | S     | 5 gennaio 1985    | Bayi     |
| 11 | Li Juan       | S     | 15 maggio 1981    | Tianjin  |
| 15 | Zhang Xian    | L     | 16 marzo 1985     | Yunnan   |
| 17 | Ma Yunwen     | S     | 19 ottobre 1986   | Shanghai |

## Cuba
| N° | Nome              | Ruolo | Data di nascita  | Squadra        |
| -- | ----------------- | ----- | ---------------- | -------------- |
| -  | Antonio Perdomo   | All   | -                | -              |
| 1  | Yumilka Ruiz      | S     | 8 maggio 1978    | Camagüey       |
| 2  | Yanelis Santos    | P/O   | 30 marzo 1986    | Ciego de Ávila |
| 3  | Nancy Carrillo    | C     | 11 gennaio 1986  | Ciudad Habana  |
| 4  | Yenisei González  | C     | 23 agosto 1983   | Ciudad Habana  |
| 6  | Daimí Ramírez     | P/O   | 8 ottobre 1983   | Camagüey       |
| 7  | Lisbet Arredondo  | L     | 22 novembre 1987 | Villa Clara    |
| 9  | Rachel Sánchez    | C     | 9 gennaio 1989   | Pinar del Río  |
| 10 | Yusleinis Herrera | S     | 12 marzo 1984    | Ciudad Habana  |
| 12 | Rosir Calderón    | S     | 28 dicembre 1984 | Ciudad Habana  |
| 14 | Kenia Carcaces    | S     | 22 gennaio 1986  | Holguín        |
| 15 | Yusidey Silié     | P/O   | 11 novembre 1984 | Ciudad Habana  |
| 18 | Zoila Barros      | C     | 6 agosto 1976    | Ciudad Habana  |

## Germania
| N° | Nome                | Ruolo | Data di nascita   | Squadra          |
| -- | ------------------- | ----- | ----------------- | ---------------- |
| -  | Giovanni Guidetti   | All   | 20 settembre 1972 | -                |
| 1  | Maren Brinker       | S     | 10 luglio 1987    | Bayer Leverkusen |
| 2  | Kathleen Weiß       | P     | 2 febbraio 1984   | Schweriner       |
| 4  | Kerstin Tzscherlich | P     | 15 febbraio 1978  | Dresdner         |
| 6  | Patricia Thormann   | C     | 9 novembre 1979   | Schweriner       |
| 8  | Cornelia Dumler     | S     | 22 gennaio 1982   | Forlì            |
| 9  | Mareen Apitz        | P     | 26 marzo 1987     | Dresdner         |
| 10 | Anne Matthes        | S     | 30 aprile 1985    | Dresdner         |
| 11 | Christiane Fürst    | C     | 29 marzo 1985     | Dresdner         |
| 15 | Angelina Grün       | O     | 2 dicembre 1979   | Bergamo          |
| 16 | Margareta Kozuch    | S     | 30 ottobre 1986   | Fischbek         |
| 17 | Dominice Steffen    | S     | 17 dicembre 1987  | Fischbek         |
| 18 | Corina Ssuschke     | C     | 9 maggio 1983     | Dresdner         |

## Paesi Bassi
| N° | Nome               | Ruolo | Data di nascita | Squadra  |
| -- | ------------------ | ----- | --------------- | -------- |
| -  | Avital Selinger    | All   | 10 marzo 1959   | Martinus |
| 1  | Kim Staelens       | P     | 7 gennaio 1982  | Martinus |
| 4  | Chaïne Staelens    | S     | 7 novembre 1980 | Martinus |
| 6  | Mirjam Orsel       | C     | 1º aprile 1978  | Pollux   |
| 7  | Elke Wijnhoven     | L     | 3 gennaio 1981  | Martinus |
| 8  | Alice Blom         | S     | 7 aprile 1980   | Martinus |
| 9  | Floortje Meijners  | S     | 16 gennaio 1987 | Martinus |
| 10 | Janneke van Tienen | L     | 29 maggio 1979  | Martinus |
| 11 | Caroline Wensink   | C     | 4 agosto 1984   | Martinus |
| 12 | Manon Flier        | O     | 8 febbraio 1984 | Martinus |
| 14 | Riëtte Fledderus   | P     | 18 ottobre 1977 | Martinus |
| 16 | Debby Stam         | S     | 24 luglio 1984  | Martinus |
| 17 | Carlijn Jans       | C     | 24 luglio 1987  | Martinus |

## Polonia
| N° | Nome                  | Ruolo | Data di nascita   | Squadra          |
| -- | --------------------- | ----- | ----------------- | ---------------- |
| -  | Marco Bonitta         | All   | 5 settembre 1963  | -                |
| 2  | Mariola Barbachowska  | L     | 3 luglio 1982     | Zareč'e Odincovo |
| 3  | Eleonora Staniszewska | C     | 28 ottobre 1978   | Calisia          |
| 6  | Anna Podolec          | O     | 30 ottobre 1985   | BKS              |
| 7  | Joanna Frąckowiak     | S     | 4 luglio 1986     | AZS AWF Poznań   |
| 8  | Dorota Świeniewicz    | S     | 27 luglio 1972    | BKS              |
| 9  | Agnieszka Bednarek    | C     | 20 febbraio 1986  | PTPS             |
| 10 | Agnieszka Kosmatka    | S     | 17 agosto 1978    | PTPS             |
| 11 | Magdalena Godos       | P     | 12 settembre 1983 | Calisia          |
| 12 | Milena Sadurek        | P     | 18 ottobre 1984   | BKS              |
| 13 | Milena Rosner         | S     | 4 gennaio 1980    | Tenerife         |
| 14 | Maria Liktoras        | C     | 20 febbraio 1975  | Dinamo Mosca     |
| 18 | Joanna Staniucha      | S     | 5 dicembre 1981   | BKS              |

## Russia
| N° | Nome                 | Ruolo | Data di nascita  | Squadra          |
| -- | -------------------- | ----- | ---------------- | ---------------- |
| -  | Giovanni Caprara     | All   | 7 novembre 1962  | -                |
| 1  | Julija Sedova        | C     | 8 gennaio 1985   | Avtodor-Metar    |
| 3  | Natal'ja Alimova     | C     | 9 dicembre 1978  | Leningradka      |
| 4  | Ol'ga Fateeva        | O     | 4 maggio 1984    | Zareč'e Odincovo |
| 6  | Anna Ivanova         | C     | 20 novembre 1987 | Tulica           |
| 7  | Natal'ja Safronova   | S     | 6 febbraio 1979  | Zareč'e Odincovo |
| 8  | Ekaterina Margackaja | S     | 22 novembre 1984 | Avtodor-Metar    |
| 9  | Svetlana Krjučkova   | L     | 21 febbraio 1985 | Stinol           |
| 11 | Ekaterina Gamova     | O     | 17 novembre 1980 | Dinamo Mosca     |
| 13 | Marija Žadan         | P     | 6 febbraio 1983  | Dinamo Mosca     |
| 15 | Lesja Machno         | S     | 4 settembre 1981 | Dinamo Mosca     |
| 16 | Julija Merkulova     | C     | 17 febbraio 1984 | Zareč'e Odincovo |
| 18 | Marina Akulova       | P     | 13 dicembre 1985 | Samorodok        |

## Serbia
| N° | Nome                | Ruolo | Data di nascita  | Squadra            |
| -- | ------------------- | ----- | ---------------- | ------------------ |
| -  | Zoran Terzić        | All   | 9 luglio 1966    | -                  |
| 1  | Jelena Nikolić      | S     | 13 aprile 1982   | Club Padova        |
| 2  | Jasna Majstorović   | S     | 23 aprile 1984   | Poštar             |
| 3  | Ivana Ðerisilo      | O     | 8 agosto 1983    | Eczacıbaşı         |
| 4  | Aleksandra Petrović | C     | 1º luglio 1987   | Jedinstvo Užice    |
| 5  | Nađa Ninković       | C     | 1º novembre 1991 | Stella Rossa       |
| 6  | Jovana Brakočević   | O     | 5 marzo 1988     | Poštar             |
| 7  | Brižitka Molnar     | S     | 28 luglio 1985   | Metal Galați       |
| 9  | Jovana Vesović      | S     | 21 giugno 1987   | Jedinstvo Užice    |
| 10 | Maja Ognjenović     | P     | 6 agosto 1984    | Metal Galați       |
| 13 | Maja Simanić        | P     | 8 febbraio 1980  | Gaziantep Şahinbey |
| 14 | Sladjana Erić       | C     | 29 luglio 1983   | Voléro Zurigo      |
| 18 | Suzana Ćebić        | L     | 9 novembre 1984  | Jedinstvo Užice    |

## Turchia
| N° | Nome                 | Ruolo | Data di nascita  | Squadra      |
| -- | -------------------- | ----- | ---------------- | ------------ |
| -  | Alessandro Chiappini | All   | 31 gennaio 1969  | -            |
| 2  | Gülden Kayalar       | L     | 5 dicembre 1980  | Eczacıbaşı   |
| 3  | Neriman Özsoy        | S     | 13 luglio 1988   | Karşıyaka    |
| 5  | Aysun Özbek          | C     | 18 marzo 1977    | VakıfBank GS |
| 6  | Gökçen Denkel        | C     | 2 agosto 1985    | Eczacıbaşı   |
| 10 | Gözde Kırdar         | S     | 26 giugno 1985   | VakıfBank GS |
| 11 | Pelin Çelik          | P     | 23 maggio 1982   | Fenerbahçe   |
| 12 | Esra Gümüş           | S     | 2 ottobre 1982   | Eczacıbaşı   |
| 13 | Çiğdem Can           | C     | 5 luglio 1976    | Fenerbahçe   |
| 14 | Elif Ağca            | P     | 10 febbraio 1984 | VakıfBank GS |
| 15 | Eda Erdem            | C     | 22 giugno 1987   | Beşiktaş     |
| 17 | Neslihan Demir       | O     | 9 dicembre 1983  | Tenerife     |
| 18 | Ebru Elhan           | S     | 14 febbraio 1982 | Emlak-TOKİ   |